# 金東賢
金東賢（：／ Kim Dong Hyun，1998年9月17日—），韓國男歌手、演員，2017年以Brand New Music練習生身分參加Mnet選秀節目《PRODUCE 101 第二季》，最終成績為第28名。自身定位為vocal，亦擅於作詞及作曲。同年7月27日，與同公司林煐岷以小分隊MXM發行先行單曲《GOOD DAY》及《I JUST DO》，9月6日發表迷你專輯《UNMIX》正式出道。於2019年5月22日與林煐岷、田雄、朴佑鎭、李大輝以AB6IX再次出道，在隊內擔當副唱。

## 經歷

### 早年生活與教育程度
金東賢在1998年9月17日出生於韓國的大田廣域市。家庭成員除父母外，還有一位哥哥、姐姐以及雙胞胎哥哥。中學時期就讀於大田男子高中。曾為JYP娛樂旗下練習生，現簽約Brand New Music。Brand New Music是以Hip-hop而著名的娛樂公司，熱愛不插電音樂的他曾因此懷疑自己是否適合這間公司，後來卻因為Rhymer代表說了「Hip-hop是公司在做的，你做你的音樂就行，我會尊重你的喜好，並挖掘你的能力。」這樣一句話，使他產生了信任。

### 出道前：PRODUCE 101 (第二季)時期
- 2017年，金東賢以Brand New Music練習生的身份參演著名的大型男團生存實境節目《 PRODUCE 101 (第二季)》。節目中，101位來自47間不同經紀公司的練習生與個人練習生將會接受唱歌、舞蹈等嚴格訓練並競爭，每集由國民全權經過網絡及短訊投票投出練習生的排名，而最後一集排名前11的練習生，將以YMC娛樂旗下藝人的身份進行為期一年6個月的活動。
- 2017年3月9日，M Countdown放送PRODUCE 101 (第二季)的代表歌曲〈我啊我〉，金東賢於B組練習生中亮相。
- 2017年4月7日，正式播放第一集，金東賢與同公司的練習生李大輝、朴佑鎮、林煐岷於節目中亮相。在節目該集最後的排名中，排名第42名。
- 2017年4月14日，播放第二集，在首輪分級任務中，李大輝、朴佑鎮、林煐岷練習生表演了自作曲《Welcome to my hollywood》，獲評價為Ｂ等級。以B級練習生身份為主題曲《我啊我》進行練習，在該集最後的排名中，排名第46名。
- 2017年4月21日，播放第三集，在第三集重新評價中，評價為B等級。在該集最後的排名中，排行第35名。
- 2017年4月28日，播放第四集，在第四集以INFINITE《Be Mine》第二組成員進行比賽，330票VS438票 贏得組合評價。個人現場得票45，加上給予優勝組別的3000票[5]，總計3045票。
- 2017年5月5日，播放第五集， 上集的小組評比獲得票數及所獲得獎勵3000票，再加上國民製作人所投的票數，共獲得163,092票。此輪投票結果中為第39名。
- 2017年5月12日，播放第六集，在該集最開始公佈的中場排名發表中，排名第41名。同一集中，雖然本身定位為vocal，卻在位置評價中選擇了rap組，自選表演歌曲為《Boys and girls》，並擔任隊長，個人現場評價為該組第2名。
- 2017年5月19日，播放第七集，公開組投票結果得到456票，為全體Rap組排名第9名。
- 2017年5月26日，播放第八集，在概念評價舞台由國民製作人選擇為歌曲《I Know You Know》組成員，該曲概念為Synth Pop / Funk，由申赫 Shin Hyuk (Joombas)製作，在第二次公開排名發表為第29名。同集中的PUNCHING KING比賽，金東賢與姜東昊同為947分，並於第二次比賽以僅一分之差成為PUNCHING比賽第二名。
- 2017年6月2日，播放第九集，主題評價分組演出，於《I Know You Know》組擔任副唱。現場小組總得票數為83票，個人現場得票15。
- 2017年6月9日，播放第十集，排名第28名。無緣進入前20名繼續進行比賽。
- 2017年6月16日，參與最後一集的節目錄製。

#### 排名
- 紅色箭頭為前一集排名上升，藍色箭頭為前一集排名下降，無標記則為排名不變。
- 粗體字為綜合投票排名

| 名次   | 名次   | 名次   | 名次   | 名次   | 名次   | 名次   | 名次 |
| ------ | ------ | ------ | ------ | ------ | ------ | ------ | ---- |
| 第一集 | 第二集 | 第三集 | 第五集 | 第六集 | 第八集 | 第十集 |      |
| 42     | 46 ↓4  | 35 ↑11 | 39 ↓4  | 41 ↓2  | 29 ↑12 | 28 ↑1  |      |

### 2017年：出道、MXM小分隊時期
2017年7月27日，金東賢與同社練習生林煐岷組成小分隊MXM發行先行曲《GOOD DAY》及《I JUST DO》。金東賢與林煐岷參與《I JUST DO》作詞作曲。
2017年9月6日，推出首張迷你專輯《UNMIX》。

### 2018年：企划团体YDPP
- 3月26日，《PRODUCE 101 (第二季)》出身的金东贤、郑世云、李光贤、林煐岷（MXM），组成企划团体YDPP。在STARSHIP娱乐及Brand New Music官方公开。
- 3月29日，企划团体YDPP，公开了歌曲预告《LOVE IT LIVE IT》。
- 4月5日，YDPP公开《LOVE IT LIVE IT》MV。

### 2019年：正式團體AB6IX
- 5月22日與其餘Brand New Music旗下藝人林煐岷、田雄、朴佑鎭、李大輝一起，以AB6IX名義重新出道。

## 音樂作品

### 詞曲創作
(KOMCA登記編號：10015742)
| 日期          | 歌曲                                 | 演唱者 | 作曲 | 填詞 |
| 2017年7月27日 | 《I JUST DO》                        | MXM    |      |      |
| 2018年3月6日  | 《식어버린 온도 (GONE COLD)》        | MXM    |      |      |
| 2018年8月14日 | 《CHECKMATE》                        | MXM    |      |      |
| 2018年8月14日 | 《WITHOUT U》                        | MXM    |      |      |
| 2018年8月14日 | 《천연 곱슬 (自然捲) (東賢 Solo)》   | 金東賢 |      |      |
| 2018年11月7日 | 《YOU LOOK SO DIFFERENT》            | MXM    |      |      |
| 2018年11月7日 | 《SERENADE (小夜曲) (東賢 Solo)》    | 金東賢 |      |      |
| 2019年5月22日 | 《별자리 (SHINING STARS)》           | AB6IX  |      |      |
| 2019年10月7日 | 《_AND ME》                          | AB6IX  |      |      |
| 2019年10月7日 | 《이쁨이 지나치면 죄야 죄 (PRETTY)》 | AB6IX  |      |      |
| 2019年10月7日 | 《DEEP INSIDE》                      | AB6IX  |      |      |
| 2020年2月13日 | 《 더 더 (MORE)》                    | AB6IX  |      |      |
| 2021年9月27日 | 3”                                   | AB6IX  |      |      |
| 2022年1月27日 | VENUS                                | 金東賢 |      |      |

### 數位單曲
| 發布日期     | 曲名            | 備註                                     |
| 2017年3月9日 | 我啊我          | 以PRODUCE 101 (第二季)練習生身份參與錄制 |
| 2017年6月3日 | I Know You Know | 以月下少年成員身份參與錄制               |

## 其他演出

### 音樂節目
| 日期         | 節目        | 表演歌曲                    | 參加人員                    |
| ------------ | ----------- | --------------------------- | --------------------------- |
| 2017年3月9日 | M COUNTDOWN | 我啊我（나야 나 / Pick Me） | PRODUCE 101第二季全體練習生 |

## 綜藝節目

### 個人綜藝
| 播出日期             | 電視台    | 節目名稱               | 集數    | 備註   |
| -------------------- | --------- | ---------------------- | ------- | ------ |
| 2017年4月7日-6月16日 | Mnet      | 《Produce 101 第二季》 | E01-E11 | 第28名 |
| 2019年7月28日        | EBS Radio | idol book              | 1集     |        |

## 戲劇作品

### 網劇
| 播出日期  | 頻道  | 網劇名稱   | 角色   | 備註 |  |
| --------- | ----- | ---------- | ------ | ---- |  |
| 2021年1月 | DINGO | 曖昧便利店 | 金東賢 |      |  |

### 電視劇
| 播出日期      | 電視台 | 電視劇名稱       | 角色   | 備註 |
| ------------- | ------ | ---------------- | ------ | ---- |
| 2021年11月7日 | SBS    | 《成為你的夜晚》 | 禹佳溫 |      |

## 活動演出
| 日期                | 活動名稱                            | 地點                        | 表演歌曲                                                          | 參加人員                           |
| ------------------- | ----------------------------------- | --------------------------- | ----------------------------------------------------------------- | ---------------------------------- |
| 2017年3月31日       | KBO LG雙子 vs 耐克森英雄            | 首爾高尺天空巨蛋            | 我啊我（나야 나 / Pick Me）                                       | 全員（南潤成、韓宗延、金始泫除外） |
| 2017年7月1日-7月2日 | PRODUCE 101 Season 2 FINALE CONCERT | 奧林匹克公園 奧林匹克音樂廳 | 我啊我（나야나）、成為我的人(내꺼하자) 、I Know You Know 、Always | 排名前35位練習生                   |
| 2017年9月22日       | BRANDNEW WORLD SEOUL                | 獎忠體育館                  | 待定                                                              | Brand New Music家族公演            |

## 外部連結
AB6IX
- FanCafe（页面存档备份，存于）
- Instagram（页面存档备份，存于）
- 官方Twitter（页面存档备份，存于）
- 成員Twitter（页面存档备份，存于）
- Youtube（页面存档备份，存于）
- Facebook（页面存档备份，存于）
- V Live（页面存档备份，存于）

BNM BOYS
- Instagram（页面存档备份，存于）
- Facebook（页面存档备份，存于）
- V Live（页面存档备份，存于）